# ترودي ماير
ترودي ماير (بالألمانية: Trude Meyer)‏ (و. 1914 – 1999 م) هي مُدرسة، ولاعبة جمباز فني ألمانية، ولدت في هانوفر، شاركت في الألعاب الأولمبية الصيفية 1936، توفيت في هانوفر، عن عمر يناهز 85 عاماً.

## روابط خارجية
- ترودي ماير على موقع اللجنة الأولمبية الدولية (الإنجليزية)
- ترودي ماير على موقع أوليمبيديا (الإنجليزية)